# Klopfen (Verbrennungsmotor)
Als Klopfen oder Klingeln wird eine unkontrollierte Verbrennung des Kraftstoffs bei Ottomotoren bezeichnet. Beim Dieselmotor wird das Geräusch als Nageln bezeichnet.

## Ursachen
Die genaue Entstehung des Klopfgeräuschs ist nicht abschließend geklärt und wird mit unterschiedlichen Hypothesen erforscht. Klarheit besteht darin, dass es Ausdruck ungeregelter und unerwünschter Verbrennungsabläufe ist. Diskutiert wird das Auftreten von lokal unterschiedlich schnell ablaufenden Verbrennungen, die zu unterschiedlichen Druckbereichen im Zylinderkopf führen und beim Druckausgleich das Klopfgeräusch verursachen. Eine alternative Theorie ist, dass es sich beim Klopfen um eine Art Überschallknall handelt, wenn Mikrowellenturbulenzen die Flammenfront bis über Schallgeschwindigkeit beschleunigen. Der subjektiv wahrgenommene Klang des Klopfgeräuschs wird auch mit einem Klingel- oder Hammerschlaggeräusch umschrieben und kann abhängig von der Art des Auftretens auch etwas unterschiedlich sein. 

### Varianten des Klopfens
Klopfen, von der Geräuschentwicklung einem Hammerschlag auf einen Nagelkopf gleich, kann beim Beschleunigen unter Volllast auftreten. Deutlich zu hören ist das davon abzugrenzende Beschleunigungsklingeln. Tritt dieses nur übergangshalber bei kurz andauernden Betriebszuständen auf, ist es weitgehend unbedenklich. Erstreckt es sich hingegen über ein breites Drehzahlband, ist mit baldigen Motorschäden zu rechnen. Weiterhin gibt es das ebenfalls problematische Hochgeschwindigkeitsklingeln, das wesentlich länger andauern kann und wegen der erhöhten Gesamtgeräusche des Fahrzeugs bei hohen Geschwindigkeiten weniger gut zu hören ist.

### Einflussfaktoren

Links eine unkontrollierte Flammenfront als Ursache des Klopfens

Eine unkontrollierte, meist vorzeitige Selbstzündung des Luft-Kraftstoffgemisches, also Flammfronten, die nicht durch den Zündfunken ausgelöst werden, kann aus folgenden Gründen erfolgen:
- zu hohe Verdichtung des Gemisches
- hohe Temperaturen der Zylinderinnenwand (bei hohen Motorleistungen, hohen Außentemperaturen etc.)
- glühender Abbrand (Verbrennungs- und Ölrückstände) an heißen Brennraumstellen (Kerzenbereich, Auslassventile, Kolbenmulde)
- zu früher Zündzeitpunkt (ältere, einstellbare Zündsysteme). Ursache kann sowohl ein zu früh eingestellter Zündzeitpunkt als auch ein zu mageres Kraftstoff-Luftgemisch sein.
- Kraftstoff mit zu niedriger Oktanzahl (Kennzahl für die Klopffestigkeit)
- ungünstige Brennraumform und Kraftstoffgemischströmung ohne Drall und Turbulenz begünstigt die Entstehung von Wärmenestern. Dies kann konstruktiv oder durch Verarbeitungsmängel in der Produktion bedingt sein.
- Schmierölpartikel, die aus den Kurbelraumgasen in das Luft-Kraftstoffgemisch gelangen können
- Falscher Wärmewert der Zündkerze, so dass sie entweder zu heiß und dadurch selbst zum Glühzünder wird oder dass sie zu kalt bleibt, um Rückstände (Verkokungen) abzubrennen, die ihrerseits wieder eine Glühzündung auslösen.

Ob ein Motor zum Klingeln neigt, lässt sich zumindest bei älteren Motoren mit mechanisch gesteuertem Vergaser leicht dadurch prüfen, ob der betriebswarme Motor aus 30–40 km/h heraus und mit dem größten Gang eingelegt bei schlagartigem Vollgas ruck- und klingelfrei beschleunigt. Wenn ja, wird dieser Motor auch in anderen Betriebszuständen nicht klingeln.

## Auswirkungen
Klopfen kann Druckspitzen verursachen, die Kolben, Lager, Zylinderkopf, Ventile und Zündkerze beschädigen. Bei länger andauerndem Klopfen geht zu viel Wärmeenergie in die bewegten Komponenten des Verbrennungsraumes, die Ventile und den Kolben. Das Hochgeschwindigkeitsklingeln ist in der Lage, einen Motor stark zu überhitzen und letztlich zu zerstören. Der Kolben kann durchbrennen, oder ein Ventilschaft kann anschmelzen und brechen. Durch den zu hohen Druck können auch die Pleuellager Schaden nehmen.
Zum Jahresbeginn 1975 trat die zweite Stufe des Benzinbleigesetzes in Kraft, der Bleigehalt (Tetraethylblei) im Kraftstoff wurde auf 0,15 g/l begrenzt. Mit der Verwendung des neuen Superkraftstoffes kam es anfangs bei den älteren Motoren, welche eine höhere Oktanzahl benötigten, zum Hochgeschwindigkeitsklingeln und vermehrten Motorschäden. Es musste ein Bleiersatz-Additiv bei jeder Tankfüllung zugesetzt werden. Sämtliche deutschen Automobil-Hersteller (der erste war Opel) mussten ihre Motoren der Richtlinie anpassen, was mit einer niedrigeren Verdichtung und einer geringen Leistungsreduzierung bei selbem Hubraum verbunden war. Ab dem 1. Januar 2000 wurde in der Europäischen Union verbleites Benzin endgültig aus dem Verkehr gezogen. Zeitgemäße Kraftstoffe sind bleifrei und erreichen die geforderten Oktanzahlen mit andern Zusätzen.
Hochleistungsmotoren werden teilweise bewusst im klopfenden Bereich betrieben, um höhere Leistung durch extreme Drücke zu erreichen. Diese Motoren haben allerdings auch eine entsprechend geringe Lebensdauer.

## Klopfregelung
Zur maximalen Ausnutzung der Verbrennungsenergie bei gleichzeitiger Vermeidung des Klopfens wird in heutigen Motoren eine Klopfregelung eingesetzt. Diese besteht aus einem oder mehreren Klopfsensoren, Signalauswertung, Klopferkennungsalgorithmus und Zündwinkelregelung mit Adaption. Sie ermöglicht den Motorbetrieb nahe der Klopfgrenze und verschiebt den Zündzeitpunkt ggf. in Richtung spät.

### Weitere Möglichkeiten zur Verhinderung des Klopfens
- Vermindern der Last, also des effektiven Mitteldrucks, und damit der Ausgangsleistung
- Späte Zündung mit entsprechender Leistungsreduktion
- Anreicherung des Gemisches zur Innenkühlung des Brennraums (erhöht den Verbrauch, wird genutzt um die Maximalleistung zu steigern)
- Verwendung klopffester Kraftstoffe (Superbenzin mit hoher Oktanzahl oder Zusätze wie Methanol, Ethanol usw.)
- Einspritzen von kühlenden, detonationsverhindernden Substanzen (Wasser, Ethanol, Propan, Methyl-tert-butylether (MTBE) u. a.)
- Einsatz von zwei (oder mehr) Zündkerzen zur schnelleren Entzündung und Verbrennung des Gemisches bei höheren Tourenzahlen
- Konstruktion von möglichst kompakten Brennräumen; zerklüftete Brennräume neigen vermehrt zum Klopfen

### Alternativen zum Klopfsensor
- Zylinderdrucksensor: Man kann den Druckanstieg der Verdichtung, den Druckanstieg nach der Zündung und die Druckwellen einer Detonation für jeden einzelnen Zylinder erkennen. Dieser Sensor erfordert, anders als der Klopfsensor, eine Bohrung im Zylinder.
- Ionensensor: Zwischen den Zündungen wird an den Zündkerzen eine Gleichspannung von etwa 400 Volt angelegt. Die Messung des Stromflusses gibt gleichzeitig Aufschluss über Druck, Temperatur und Ionen-Dichte. Ein Klopfen zeigt sich an Ionenstromspitzen, die herausgefiltert, gezählt und bei Vorliegen bestimmter Kriterien als Klopfindikatoren bewertet werden.

## Dieselmotor
Ähnliche Effekte (Bezeichnung: Nageln) treten auch beim Dieselmotor auf, bei dem die Selbstzündung jedoch das grundlegende Zündungsprinzip ist.
Ursache des Nagelns ist eine verzögerte Zündung (stärkerer Zündverzug) durch:
- Düsenfehler, wenn beispielsweise die Zerstäubung nicht mehr ausreichend ist und statt eines Strahls mit kontinuierlicher Verteilung der Tröpfchengrößen mehr große Tröpfchen entstehen
- Ungünstige Motorparameter (zum Beispiel kalter Motor)
- Ungünstige Kraftstoffparameter (zum Beispiel niedrige Cetanzahl)

In diesen Fällen zünden größere Mengen des eingespritzten Kraftstoffes gleichzeitig, so dass ein plötzlicher steiler Druckanstieg als Geräusch hörbar wird. Dieser Druckanstieg führt auch zu hoher mechanischer Belastung. Die Folgen des Nagelns sind vergleichbar mit denen des Klopfens.
Das sog. Kaltlaufnageln verschwindet bei steigender Temperatur des Motors und ist meist unbedenklich.
Bei älteren Dieselmotoren mit unterteiltem Brennraum (mit Vorkammer oder Wirbelkammer) bis etwa 1980 entstand das sog. Leerlaufnageln. Das Geräusch war für diese Bauart typisch. Wegen der großen Brennraumoberfläche ist die Temperatur anfangs niedrig und der Zündverzug entsprechend länger, vor allem in sehr kalten Winternächten. Die Leerlaufdrehzahl konnte je nach Außentemperatur nach dem Kaltstart zu niedrig sein, weshalb die Drehzahl mit einem Stellknopf am Armaturenbrett regulierbar war. Beim Erhöhen der Motordrehzahl in den Lastbereich verschwindet das Leerlaufnageln schlagartig. Hat der Motor seine Betriebstemperatur erreicht, wird es im Leerlauf deutlich leiser, verschwindet jedoch nicht ganz.